# 裕昌
裕昌（1843年—？），字鳳占，号子眉，黃古塔氏，内务府满洲正黄旗人，光绪十一年乙酉科顺天乡试举人。

## 家族
- 曾祖福瑞，敕授修职郎；
- 曾祖母察哈拉氏，内务府大臣明善之姑；
- 祖金保，圆明园七品苑副；
- 父德林；
- 母任氏，圆明园七品苑丞奎亮之女；
- 胞弟裕成，同治庚午举人；
- 妻舒舒觉罗氏。[1]